# Гвідобальдо да Монтефельтро
Гвідобальдо да Монтефельтро (італ. Guidobaldo da Montefeltro; 5 січня 1472 — 10 квітня 1508) — 3-й герцог Урбіно в 1482—1508 роках. Відомий також як Гвідобальдо I.

## Життєпис
Походив з італійського шляхетського роду з Карпеньї. Єдиний син герцога Федеріко да Монтефельтро і Батисти (доньки Алесандро Сфорца, сеньйора Пезаро). Народився 1472 року в Губбіо. Здобув освіту під орудою Антоніо Одазіо. 1482 року після раптової смерті батька успадкував Урбіно. Опинився під опікою родича Антоніо да Монтефельтро. У 1485—1486 роках підтримав папу римського Інокентія VIII, що в
союзі з неаполітанськими аристократами Франческо Коппола і Антонелло Сансеверіно, виступив проти неаполітанського короля Фердинанда I Трастамара.
Для зміцнення свого становища одружився з сестрою Франческо II Гонзага, маркіза Мантуї. Гвідобальдо був імпотентом, у них не було дітей, але дружина відмовилася з ним розлучатися.
1494 року під час до Італії вторгнення французьких військ на чолі із Карлом VIII був одним з капітанів папи римського Олександра VI. Пізніше він був найнятий Венеціанською республікою. Здобувши репутацію талановитого капітана по всій Італії, він був викликаний флорентійцями проти Пізи, але йому не пощастило у цій війні через стратегічні здібності його супротивника Лучіо Мальвецці. У 1496 році У битві при Валерано він потрапив у полон до Баттіста Тосі
1502 року був змушений втекти з Урбіно, щоб уникнути армії Чезаре Борджіа, знайшовши притулок спочатку в Равенні, потім у Мантуї. Втім повернув володіння вже у 1503 році, коли папа римський помер. Він усиновив небожа Франческо Марію делла Ровере, сеньйора Сенігаллії з Урбіно. Потім допоміг новому папі римському Юлію II у відвоюванні Романьї, отримавши призначення капітан-генерала й гонфалоньєра Церкви.
Двір Урбіно був на той час одним із найвишуканіших і найелегантніших в Італії. Там зустрілося багато літераторів. Гвідобальдо помер 1508 року у Фоссомброне від подагри.